# Achintya Holte Nilsen
Pour les articles homonymes, voir Holte.
Achintya Holte Nilsen, née le 1er janvier 1999, est une mannequin indonésienne qui a remporté le titre de Miss Indonésie 2017. Elle est d'origine norvégienne.